# حملات لند در امنیت شبکه
حملات لند در امنیت شبکه یک حمله لند   (LAND Local Area Network Denial)نوعی از حملات جلوگیری از سرویس(Deny Of Service) است. این حمله شامل یک بسته تقلبی به یک کامپیوتر به جهت از کار انداختن ان است. این سوراخ امنیتی برای اولین بار در سال ۱۹۹۷ توسط کسانی که از نام مستعار M3it استفاده می‌کردند استفاده شد.
این چاله خیلی سال  پیش از این در سیستم عاملهایی مانند Win Server ۲۰۰۳ و XP sp۲ وجود داشت.

## نحوه عملکرد
این حمله شامل ارسال یه TCP/SYN تقلبی (در فاز شروع ارتباط) با یک آدرس IP میزبان برای هم مبدا و هم مقصد برای یک پورت باز است. یک حمله LAND شامل استفاده از IP Adress یک دستگاه در شبکه به عنوان آدرس مبدا و مقصد است.
این باعث می‌شود ماشین به صورت پیوسته به خودش پاسخ دهد.
حملات لند که تا حال دیده شده‌اند در سرویس‌هایی مانند SNMP  و Windows۸۸/Tcpوجود داشتند.
سیستم‌های ضعیف در مقابل این حملات:
- AIX ۳٫۰
- آمیگااواس AmiTCP ۴.2 (Kickstart 3.0)
- بی اواس  Preview release 2 PowerMac
- بی‌اس‌دی/اواس ۲٫۰ and 2.1
- اپن‌وی‌ام‌اس
- فری‌بی‌اس‌دی ۲٫۲٫۵-RELEASE and 3.0 (Fixed after required updates)
- اچ‌پی External JetDirect Print Servers
- آی‌بی‌ام AS/۴۰۰ OS7400 3.7
- ایریکس ۵٫۲ and 5.3
- مک اواس MacTCP, 7.6.1 OpenTransport 1.1.2  and 8.0
- نت‌اپ NFS server 4.1d and 4.3
- نت‌بی‌اس‌دی ۱٫۱ to 1.3 (Fixed after required updates)
- نکست‌استپ ۳٫۰ and 3.1
- نوول (شرکت) ۴٫۱۱
- اپن‌وی‌ام‌اس ۷٫۱ with UCX 4.۱-۷
- کیوان‌اکس ۴٫۲۴
- Rhapsody Developer Release
- SCO OpenServer 5.0.2 SMP, 5.0.4
- SCO Unixware 2.1.1 and 2.1.2
- SunOS ۴٫۱٫۳ and 4.1.4
- مایکروسافت ویندوز ۹۵, NT and XP SP2,

## راه جلوگیری از این حملات
اغلب فایروال‌ها می‌توانند برای این حملات حائل باشند. بعضی سیستم عامل‌ها هم با ارائه به روز رسانی جدید این چاله را از بین بردند به علاوه روترها هم می‌توان جوری پیکربندی کرد که ترافیک ورودی و خروجی را به نحوی فیلتر کنند که بسته‌هایی که ادرس مبدا و مقصدشان یکی است را رد نکنند